# Sillars
Sillars är en kommun i departementet Vienne i regionen Nouvelle-Aquitaine i västra Frankrike. Kommunen ligger i kantonen Lussac-les-Châteaux som tillhör arrondissementet Montmorillon. År 2022 hade Sillars 571 invånare.

## Befolkningsutveckling
Antalet invånare i kommunen Sillars
| Referens: INSEE |